# Terminalia urschii
Terminalia urschii är en tvåhjärtbladig växtart som beskrevs av Joseph Marie Henry Alfred Perrier de la Bâthie. Terminalia urschii ingår i släktet Terminalia och familjen Combretaceae. Inga underarter finns listade i Catalogue of Life.